# Micrasta oakleyi
Micrasta oakleyi är en skalbaggsart som beskrevs av Fisher 1935. Micrasta oakleyi ingår i släktet Micrasta och familjen praktbaggar. Inga underarter finns listade i Catalogue of Life.